# Vilademunt (Sora)
Vilademunt és una masia de Sora (Osona) inclosa a l'Inventari del Patrimoni Arquitectònic de Catalunya.

## Descripció
Casa de planta rectangular amb diverses construccions annexes que s'han utilitzat per pallisses i corts. Construïda amb petits carreus irregulars i paraments de fang. Les portes i finestres tenen llinda de pedra d'una sola peça. La llinda de la porta d'entrada és doble. A la de dalt encara es distingeix una mà cara avall, mentre que a la llinda de baix s'hi llegeix la data 1734. A algunes de les llindes de les finestres també es llegeixen dates: 1732, 1734, 1851, corresponents a diferents construccions o reformes.

## Història
Junt amb la casa de Viladevall s'anomenen les Viles, ambdues documentades com antics masos medievals que sofriren la pesta del segle xiv.